# Lepisosteus platyrhincus
Il luccio della Florida (Lepisosteus platyrhincus DeKay, 1842) è un pesce della famiglia dei Lepisosteidi. È diffuso negli USA, dai fiumi Savannah e Ochlockonee, in Georgia, fino a tutta la Florida peninsulare. Può raggiungere una lunghezza superiore ai 132 cm. Gli esemplari giovani si nutrono di zooplancton, di larve d'insetto ed anche di piccoli pesci. Gli adulti mangiano soprattutto pesci, gamberetti e gamberi d'acqua dolce. Sebbene le sue carni siano commestibili, non è molto popolare come fonte di cibo. Le sue uova sono estremamente tossiche per molti animali, compresi uomini e uccelli.

## Descrizione
Il luccio della Florida presenta una serie di macchie rotonde e irregolari, di colore nero, sulla sommità del capo e su tutto il corpo, compresa la pinna anale. La distanza degli occhi è inferiore ai due terzi della lunghezza del muso. Quest'ultimo, corto e largo, presenta, sia sulla mascella superiore che su quella inferiore, una singola fila di denti affilati distanziati tra loro in modo irregolare. Sulla gola non sono presenti scaglie ossee. La colorazione è marrone - verde oliva sul dorso e sulle parti superiori, mentre il ventre varia dal bianco al giallo. Gli esemplari giovani possono presentare una serie di strisce scure sul dorso e sui fianchi.

## Ambiente
Il luccio della Florida vive nel fiume Ochlockonee e in altri fiumi della costa est e in tutta la Florida peninsulare, nei torrenti di pianura di medie e grandi dimensioni, così come in canali e laghi con letto fangoso o sabbioso, sempre nei pressi di vegetazione subacquea. Spesso vive in acque basse o poco profonde. Utilizza la propria vescica natatoria per respirare aria, la quale lo aiuta a sopravvivere in acque scarsamente ossigenate.

## Riproduzione
La riproduzione avviene al termine dell'inverno e agli inizi della primavera. Gruppi di entrambi i sessi si radunano insieme nelle acque basse, dove le femmine depongono le loro uova adesive tra le piante acquatiche. Alla schiusa i piccoli sono muniti di un organo adesivo alla fine del muso, grazie al quale rimangono adesi alla vegetazione fino a quando non avranno raggiunto i 2 cm di lunghezza.